# Turó Rodó (el Montmell)
El Turó Rodó és una muntanya de 577 metres que es troba al municipi del Montmell, a la comarca del Baix Penedès.